# Elsemette Cassøe
Elsemette Cassøe Raaschou  (født 7. november 1953 i Aalborg) er en dansk jurist og tidligere ekstern lektor, der fra 2009 til 2017 var politidirektør i Nordjyllands Politi.
Cassøe blev student fra Aalborghus Statsgymnasium i 1972 og blev i 1977 kandidat i jura fra Aarhus Universitet. Som nyuddannet blev hun politifuldmægtig ved Århus Politi og kom senere til Aalborg Politi. Hun blev i 1981 statsadvokatfuldmægtig i Aalborg. Senere blev hun politifuldmægtig ved Løgstør og Hobro Politi, politiassessor ved Hjørring Politi og konstitueret som landsdommer ved Vestre Landsret. I 1993 blev hun vicepolitimester ved Aalborg Politi og derefter konstitueret som politimester i Holstebro, inden hun i 1998 blev statsadvokat for Nordjylland. Hun har sideløbende undervist i strafferet ved Aarhus Universitet sant i revisorstrafferet ved Aalborg Universitet. I 2009 blev hun politidirektør i Nordjyllands Politi, hvor hun efterfulgte Jens Henrik Højbjerg, der var blevet udnævnt til ny rigspolitichef.
Siden sin pensionering har hun virket som fondsadministrator ved Museum for papirkunst.
Elsemette Cassøe blev omtalt i medierne, da hun i forbindelse med den såkaldte Løgstørsag i 2009 afviste, at der var grund til at kritisere politiets adfærd i forbindelse med anholdelsen af 21-årige Jens Arne Ørskov, der døde under anholdelsen.